# یواس‌اس کابوت (سی‌وی‌ال-۲۸)
یواس‌اس کابوت (سی‌وی‌ال-۲۸) (به انگلیسی: USS Cabot (CVL-28)) یک کشتی بود که طول آن ۶۲۲٫۵ فوت (۱۸۹٫۷ متر) بود. این کشتی در سال ۱۹۴۳ ساخته شد.